# VALE TUDO JAPAN '96
VALE TUDO JAPAN '96（バーリ・トゥード・ジャパン ナインティシックス）は、日本の総合格闘技団体「VALE TUDO JAPAN」の大会の一つ。1996年7月7日、千葉県浦安市の東京ベイNKホールで開催された。

## 大会概要
本大会から全試合ワンマッチ形式の大会となり、メインイベントでは修斗ライト級王者朝日昇とホイラー・グレイシーによるフリーウェイト契約戦が組まれた。

## 試合結果
第1試合 74kg契約 8分3R
○  アレックス・クック vs.  葉山"湘南"智昭 ×
2R 6:23 肩固め
第2試合 フリー・ウェイト契約 8分3R
○  ムスタク・アブドゥーラ vs.  菊田早苗 ×
1R 6:27 前腕チョーク
第3試合 75kg契約 8分3R
○  堀田祐美子 vs.  マーゴット・ネーホフト ×
2R 7:17 V1アームロック
第4試合 フリー・ウェイト契約 8分3R
○  エド・デ・クライフ vs.  ジョー・エステス ×
1R 0:53 スリーパーホールド
第5試合 85kg契約 8分3R
○  トッド・ビョーナサン vs.  エリック・ラヴィン ×
1R 6:53 KO（右フック）
第6試合 フリー・ウェイト契約 8分3R
○  ダン・スバーン vs.  ダグ・マーフィー ×
1R 3:23 ストレートアームバー
第7試合 70kg契約 8分3R
△  佐藤ルミナ vs.  ジョン・ルイス △
3R終了 時間切れ
第8試合 フリー・ウェイト契約 8分3R
○  イゴール・ジノビエフ vs.  エンセン井上 ×
1R 0:44 TKO（レフェリーストップ：グラウンドパンチ）
第9試合 フリー・ウェイト契約 8分無制限R
○  ホイラー・グレイシー vs.  朝日昇 ×
1R 5:07 スリーパーホールド